# Haplidia heinzorum
Haplidia heinzorum är en skalbaggsart som beskrevs av Baraud 1990. Haplidia heinzorum ingår i släktet Haplidia och familjen Melolonthidae. Inga underarter finns listade i Catalogue of Life.